# Antonio Sacconi
Antonio Sacconi (Roma, 5 ottobre 1895 – 22 dicembre 1968) è stato uno scacchista e compositore di scacchi italiano.

## Carriera scacchistica
Nato a Roma nel 1895, conseguì il titolo di Maestro nel 1921, partecipando al primo campionato italiano di scacchi a Viareggio.
Nel 1925 giocò a Venezia un match con Mario Monticelli, vincendolo con il punteggio di +5 –3 =2. Nel 1926 vinse il torneo di Milano davanti a Stefano Rosselli del Turco e Mario Monticelli.
Nel 1935, a Firenze, Sacconi divenne campione italiano precedendo Massimiliano Romi e Stefano Rosselli del Turco.
Nel 1934 giunse secondo al torneo di Sopron vinto da Rudolf Spielmann. Vinse il torneo di Milano nel 1937, alla pari con Stefano Rosselli del Turco, e quello di Roma nel 1946.
Con l'Accademia Romana, vinse il primo Campionato Italiano a squadre a Lerici nel 1959; vinse di nuovo a Lerici nel 1962 ma con la squadra dei Dipendenti comunali di Roma.
Sacconi partecipò con la squadra italiana a quattro Olimpiadi scacchistiche: Londra 1927, L'Aia 1928, Folkestone 1933, Varsavia 1935.
Nel 1939, a seguito di un diverbio con un gerarca fascista, l'Opera Nazionale Dopolavoro lo sospese da ogni gara. Il gerarca, entrando nella sede dell'Accademia Scacchistica Romana in piazza Colonna, ove si svolgevano le partite del Campionato italiano, aveva definito gli scacchi "un gioco da femmine", suscitando l'irata reazione di Sacconi che lo schiaffeggiò. Solo nel 1946 lo scacchista poté riprendere l'attività agonistica vincendo il Torneo Magistrale di Roma. Anche il Circolo romano fu sanzionato dal regime: privato della sua sede, poté riaverla solo nel dopoguerra.
Divenne Maestro Internazionale nel 1951. Morì, a settantatré anni, nel 1968.